# Синюк Микола Володимирович
Микола Володимирович Синюк (19 квітня 1988) — український спортсмен із параканое, призер Літніх Паралімпійських ігор, дворазовий чемпіон світу та Європи. Майстер спорту України.
Займається параканое у Рівненському регіональних центрах з фізичної культури і спорту інвалідів «Інваспорт». Користується милицями.
Фіналіст чемпіонату світу 2016 року.

## Державні нагороди та відзнаки
- Орден «За заслуги» III ст. (16 вересня 2021) — за  значний особистий внесок у розвиток паралімпійського руху, досягнення високих спортивних результатів на XVI літніх Паралімпійських іграх у місті Токіо (Японія), виявлені самовідданість та волю до перемоги, утвердження міжнародного авторитету України[2]